# 野上哲男
野上 哲男（のがみ てつお、昭和4年（1929年）5月2日 - 平成22年（2010年）9月6日）は、日本のヤクザ。
指定暴力団・六代目山口組最高顧問（五代目山口組副本部長、四代目山口組舎弟、三代目山口組若中）、二代目吉川組組長。

## 来歴
昭和4年（1929年）5月2日に生まれる。
昭和52年（1977年）5月、三代目山口組（組長は田岡一雄）二代目吉川組を継承した。
同月、田岡一雄から盃をもらい、山口組直参になった。
昭和56年（1981年）7月、山口組二代目吉川組・野上哲男組長と二代目旭琉会・多和田真山は、五分の兄弟分となった。これにより、第4次沖縄抗争は終結した。
昭和63年（1988年）6月ごろ、山口組五代目跡目問題が浮上した。
平成元年（1989年）渡辺芳則の五代目山口組組長就任が決定した。野上哲男は、五代目山口組総本部副本部長となった。
平成9年（1997年）8月28日午後3時20分ごろ、宅見若頭射殺事件が発生した。
平成19年（2007年）6月5日、山口組定例会で、野上哲男の六代目山口組（組長は司忍）最高顧問への就任が発表された。
平成22年（2010年）9月6日、死去。満81歳没。